# Alemania en los Juegos Olímpicos de Nagano 1998
Alemania estuvo representada en los Juegos Olímpicos de Nagano 1998 por un total de 125 deportistas que compitieron en 14 deportes.  
El portador de la bandera en la ceremonia de apertura fue el esquiador de fondo Jochen Behle.

## Medallistas
El equipo olímpico alemán obtuvo las siguientes medallas:
| Atleta                                                      | Deporte               | Competición                 |
| ----------------------------------------------------------- | --------------------- | --------------------------- |
| Oro                                                         |                       |                             |
| Ricco Groß Peter Sendel Sven Fischer Frank Luck             | Biatlón               | 4 × 7,5 km M                |
| Uschi Disl Martina Zellner Katrin Apel Petra Behle          | Biatlón               | 4 × 7,5 km F                |
| Christoph Langen Markus Zimmermann Marco Jakobs Olaf Hampel | Bobsleigh             | Cuádruple M                 |
| Katja Seizinger                                             | Esquí alpino          | Combinada F                 |
| Katja Seizinger                                             | Esquí alpino          | Descenso F                  |
| Hilde Gerg                                                  | Esquí alpino          | Eslalon F                   |
| Stefan Krauße Jan Behrendt                                  | Luge                  | Doble M                     |
| Georg Hackl                                                 | Luge                  | Individual M                |
| Silke Kraushaar                                             | Luge                  | Individual F                |
| Gunda Niemann-Stirnemann                                    | Patinaje de velocidad | 3000 m F                    |
| Claudia Pechstein                                           | Patinaje de velocidad | 5000 m F                    |
| Nicola Thost                                                | Snowboard             | Halfpipe F                  |
| Plata                                                       |                       |                             |
| Uschi Disl                                                  | Biatlón               | 7,5 km F                    |
| Tatjana Mittermayer                                         | Esquí acrobático      | Baches F                    |
| Martina Ertl                                                | Esquí alpino          | Combinada F                 |
| Barbara Niedernhuber                                        | Luge                  | Individual F                |
| Gunda Niemann-Stirnemann                                    | Patinaje de velocidad | 1500 m F                    |
| Claudia Pechstein                                           | Patinaje de velocidad | 3000 m F                    |
| Gunda Niemann-Stirnemann                                    | Patinaje de velocidad | 5000 m F                    |
| Sven Hannawald Martin Schmitt Hansjörg Jäkle Dieter Thoma   | Saltos en esquí       | Trampolín grande por eqs. M |
| Heidi Renoth                                                | Snowboard             | Eslalon gigante F           |
| Bronce                                                      |                       |                             |
| Katrin Apel                                                 | Biatlón               | 7,5 km F                    |
| Uschi Disl                                                  | Biatlón               | 20 km F                     |
| Christoph Langen Markus Zimmermann                          | Bobsleigh             | Doble M                     |
| Hilde Gerg                                                  | Esquí alpino          | Combinada F                 |
| Katja Seizinger                                             | Esquí alpino          | Eslalon gigante F           |
| Jens Müller                                                 | Luge                  | Individual M                |
| Mandy Wötzel Ingo Steuer                                    | Patinaje artístico    | Parejas                     |
| Anni Friesinger                                             | Patinaje de velocidad | 3000 m F                    |